# دستگاه فروش طعمه

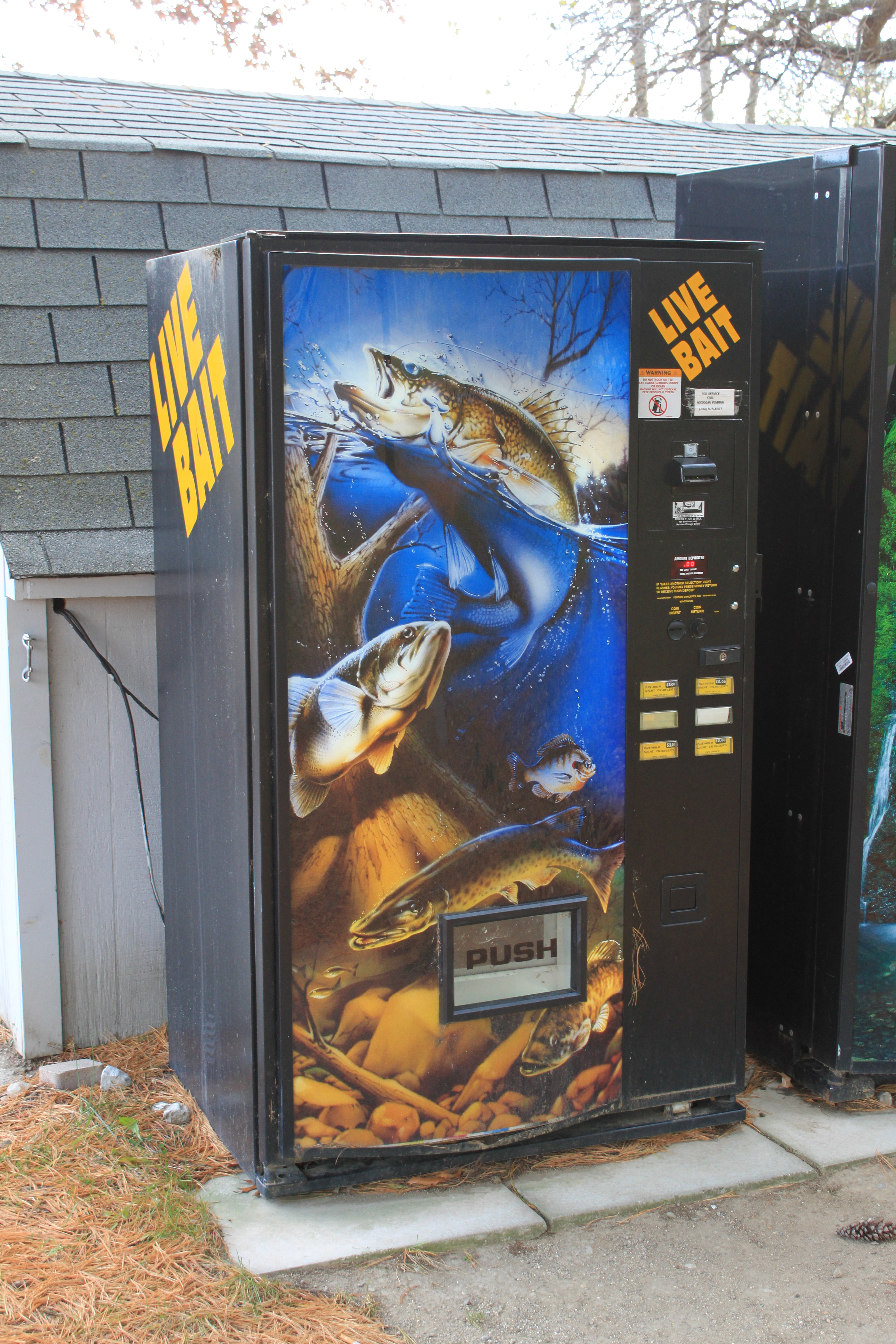
دستگاه فروش طعمه زنده، منطقه تفریحی برایتون، میشیگان

دستگاه فروش طعمه یک دستگاه فروش است که طعمه‌های زنده مانند کرم و جیرجیرک را برای ماهیگیری پخش می‌کند. در مورد کرم‌ها، ممکن است به آن ماشین کرم گفته شود.
کرم‌های قرمز یا کود دامی در یک محیط رشد نگهداری می‌شوند و اغلب دستگاه‌ها یک مخزن کوچک برای شبیه‌سازی باران و تغذیه کرم‌ها با محلول غذایی دارند. پالس‌های الکتریکی برای تشویق کرم‌ها به نزدیک شدن به سطح برای به دست آوردن محلول غذایی استفاده می‌شود. با رابطه گرما و رطوبت زیاد دائمی، کرم‌ها به سرعت تولیدمثل بالاتر و رشد سریع‌تری می‌رسند.

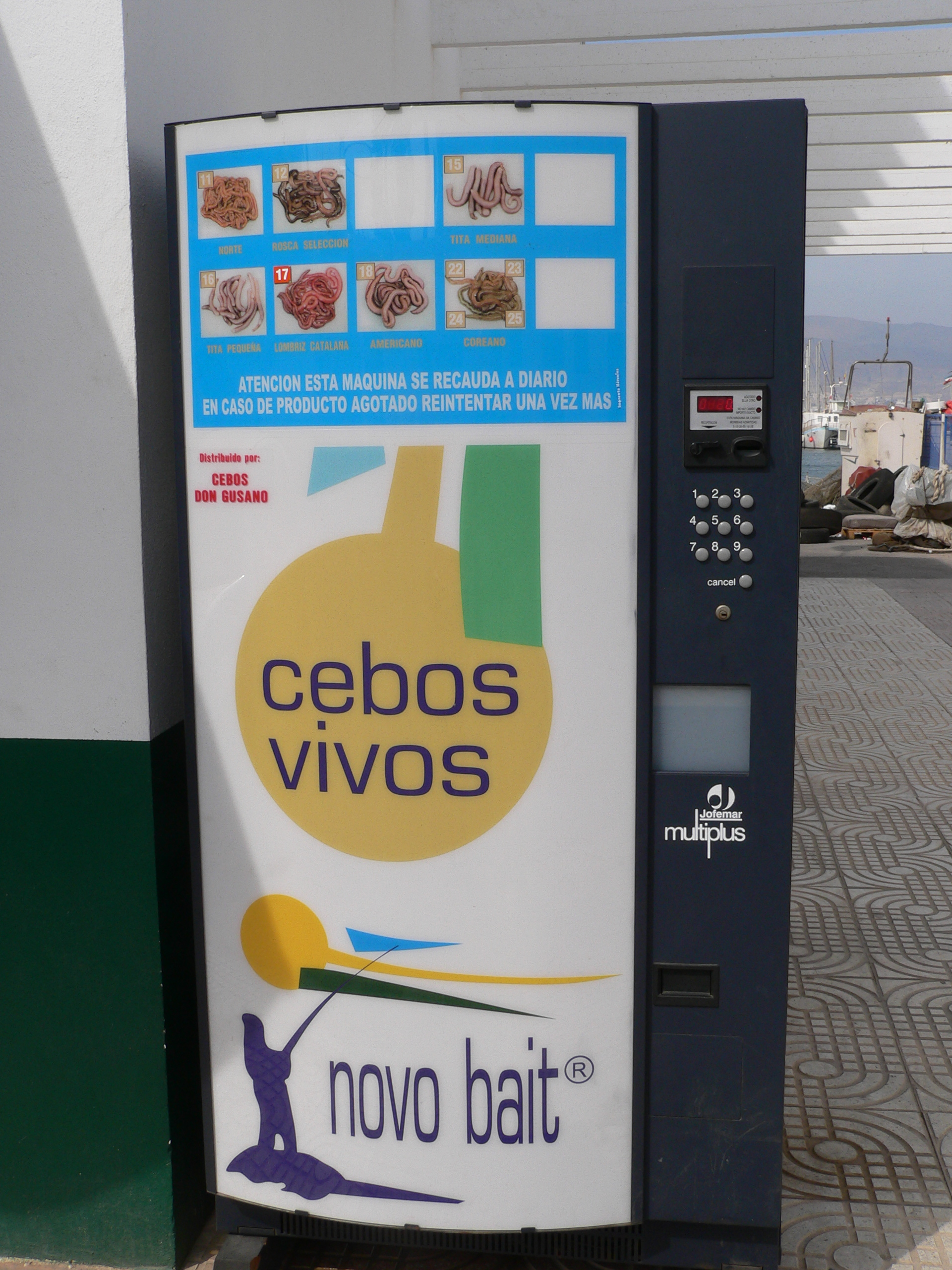
یک ماشین کرم در بندر روکتاس د مار، اسپانیا

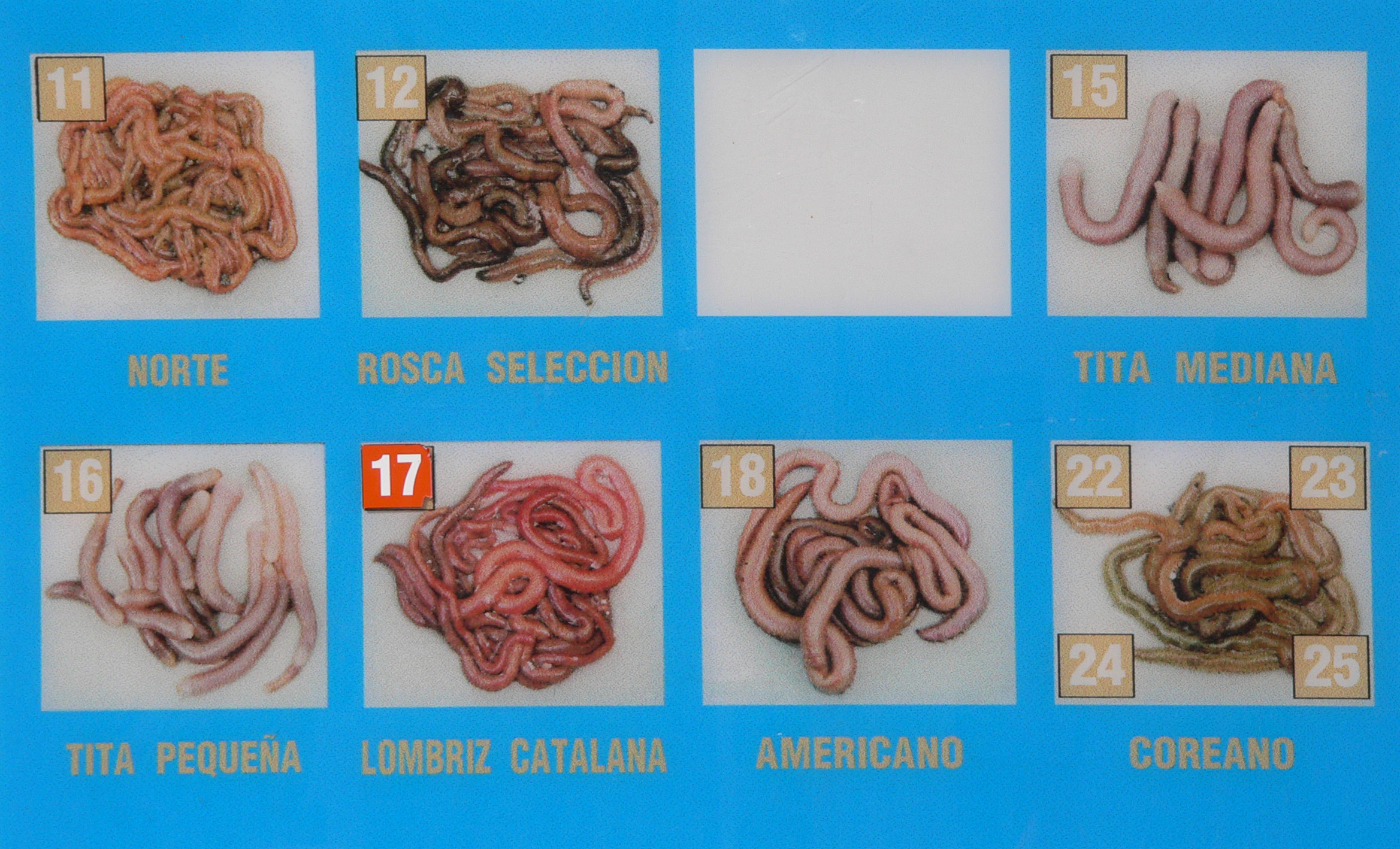
نمایش محصولات در دستگاه